# (15003) Midori
(15003) Midori est un astéroïde de la ceinture principale.

## Description
(15003) Midori est un astéroïde de la ceinture principale. Il fut découvert le 5 décembre 1997 à Ōizumi par Takao Kobayashi. Il présente une orbite caractérisée par un demi-grand axe de 2,99 UA, une excentricité de 0,11 et une inclinaison de 9,2° par rapport à l'écliptique.

## Compléments